# Roberto de Vere

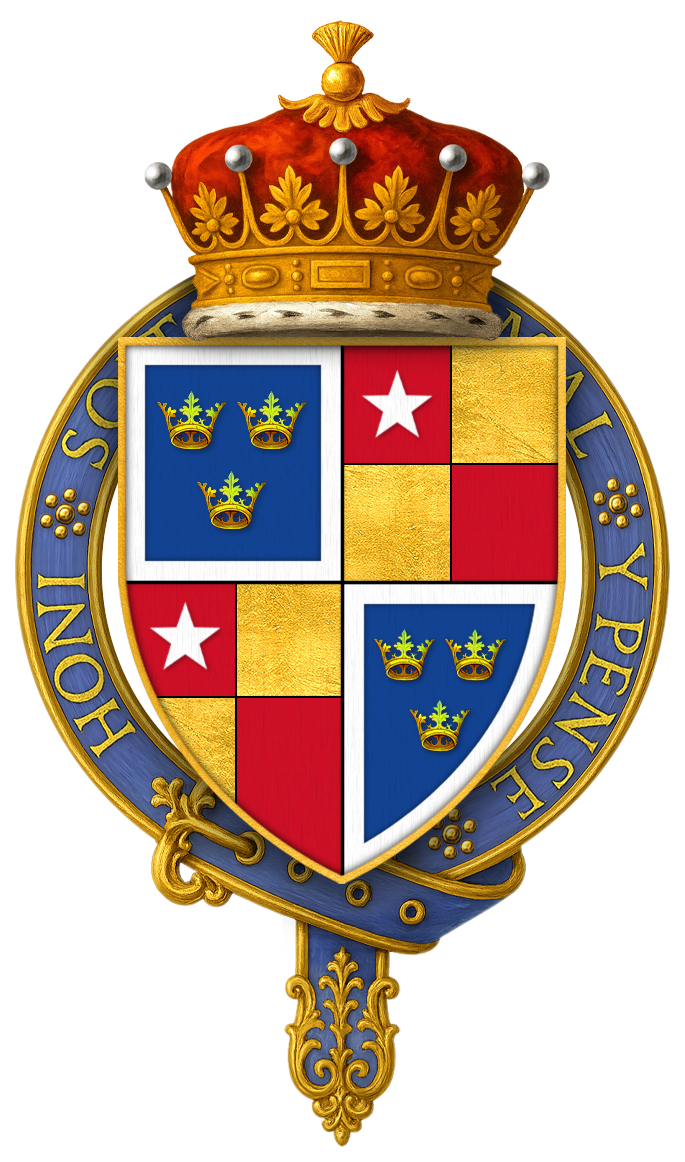
Armas de Sir Roberto de Vere, como IX Conde de Oxford, a su instalación a la Muy Noble Orden de la Jarretera

Roberto de Vere KG (16 de enero de 1362 - 22 de noviembre de 1392) fue un favorito y cortesano de Ricardo II de Inglaterra. Fue el noveno Conde de Oxford y el primer y único Duque de Irlanda y Marqués de Dublín.

## Primeros años
Roberto era el hijo único de Tomás de Vere, VIII conde de Oxford, y Maud de Ufford. Sucedió a su padre en 1371, y fue creado marqués de Dublín en 1385. Al año siguiente fue creado duque de Irlanda. Fue así el primer marqués, y sólo el segundo duque no principesco (después de Enrique de Grosmont, duque de Lancaster en 1337), en Inglaterra. Su amistad con el rey Ricardo resultaba desagradable para la nobleza de la época. Este desagrado se vio acentuado por la elevación del conde al título de duque de Irlanda en 1386. Su relación con el rey era muy cercana y corrían rumores sobre su homosexualidad.
Roberto se casó con Felipa de Coucy, prima carnal del rey (su madre, Isabel, era la hermana del padre del rey, Eduardo, el Príncipe Negro y la hija mayor de Eduardo III). Pero después tuvo un amorío con Inés de Launcekrona, una dama de compañía de Ana de Bohemia, esposa del rey. En 1387, la pareja se separó y finalmente se divorció; Roberto tomó a Launcekrona como su segunda esposa.

## Caída
Su tremenda impopularidad entre el resto de nobles, y su estrecha cercanía con el rey, impulsaron el surgimiento de una oposición organizada al gobierno de Ricardo en la forma de los Lores de la Apelación.
En 1387, Roberto dirigió las fuerzas de Ricardo a la derrota en Radcot Bridge a las afueras de Oxford, contra las fuerzas de los Lores de la Apelación. Huyó del campo y sus fuerzas abandonadas sin líder se vieron obligadas a aceptar una ignominiosa rendición.
Fue desterrado y sentenciado a muerte en absentia por el Parlamento Despiadado de 1388, que también confiscó sus títulos y tierras. Sus allegados también resultaron afectados, ya que el parlamento también despidió a sus administradores en Irlanda, empezando por John Stanley, su diputado, que había servido como Lord Diputado de Irlanda, James Butler, III conde de Ormond, que había actuado como gobernador; el obispo Alejandro de Balscot de Meath, Lord Canciller de Irlanda; y Sir Roberto Crull, Lord Gran Tesorero de Irlanda. Afortunadamente para él, se había exiliado inmediatamente después de Radcot Bridge.

## Muerte
Falleció en Lovaina en el Ducado de Brabante en 1392 tras ser gravemente herido por un jabalí durante una partida de caza. Tres años más tarde, en el aniversario de su muerte, el 22 de noviembre de 1395, Ricardo II mandó traer su cuerpo embalsamado de vuelta a Inglaterra. El cronista Tomás Walsingham cuenta que muchos señores nobles no asistieron a su funeral porque "aún no habían digerido su aversión" hacia él. El rey hizo abrir el ataúd para besar la mano de su amigo perdido y mirar fijamente su cara por última vez. Fue enterrado en el Priorato de Colne en Earls Colne, Essex.

## Sucesión
Tras la muerte del duque, su tío Sir Aubrey de Vere, fue restaurado a los títulos familiares y propiedades, convirtiéndose en el X Conde de Oxford. El Ducado de Irlanda y el Marquesado de Dublín se extinguieron.